# Louis Auguste Le Tonnelier de Breteuil
Louis Charles Auguste Le Tonnelier, barone de Breteuil e de Preuilly (Azay-le-Ferron, 7 marzo 1730 – Parigi, 2 novembre 1807) è stato un diplomatico e politico francese.

## Biografia

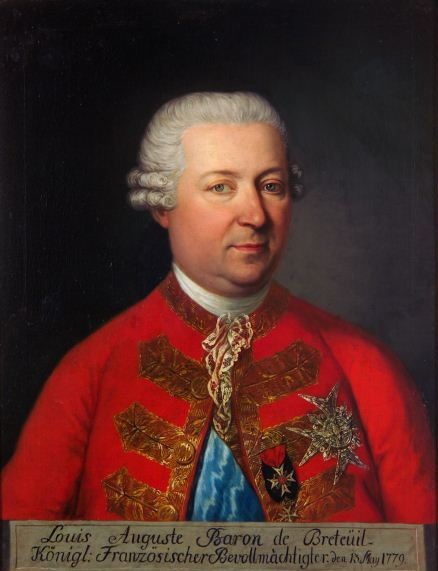
Il barone de Breteuil nel 1779.

Ricevette incarichi come diplomatico, tra il 1758 e il 1783, a Colonia, Pietroburgo, Stoccolma, Vienna e Napoli. Nel 1783, fu nominato Segretario di Stato (ministro) della Maison du roi, avente sotto la sua responsabilità la regione di Parigi e le province interne. Nel 1787, ottenne anche il ministero della guerra, ma il 23 settembre perse le sue cariche per via dell'opposizione al ministro Brienne.
Si rivelò un noto realista, energico sostenitore dell'assolutismo monarchico, opponendosi alla convocazione degli Stati generali, e per questo motivo fu il terzultimo primo ministro nominato da Luigi XVI l'11 luglio 1789, appena cento ore prima della presa della Bastiglia, nel tentativo di porre fine una volta per tutte all'Assemblea nazionale. Dopo il licenziamento, causato dall'insurrezione stessa, il 16 luglio, appena cinque giorni dopo, emigrò in Svizzera, tenendosi durante l'esilio in contatto con la corte, e tornò in Francia solo nel 1802, accettando una pensione da Napoleone.
La Tavola di Teschen, oggi conservata al Louvre e che fu realizzata dall'orafo tedesco Johann Christian Neuber, fu a lui donata dall'elettore di Sassonia, come segno di gratitudine per la sua costante opera di mediazione che portò alla firma del trattato di Teschen.

## Nella cultura di massa

### Cinema
- L'intrigo della collana (2001), interpretato da Brian Cox.

## Araldica
| Stemma | Descrizione                                               | Blasonatura |
|        | Louis Auguste Le Tonnelier de Breteuil Barone di Breteuil | D'azzurro allo sparviero volante d'oro, linguato e unghiato del medesimo. Ornamenti esteriori da barone. Cavaliere dell'Ordine dello Spirito Santo. |